# Păsări acvatice

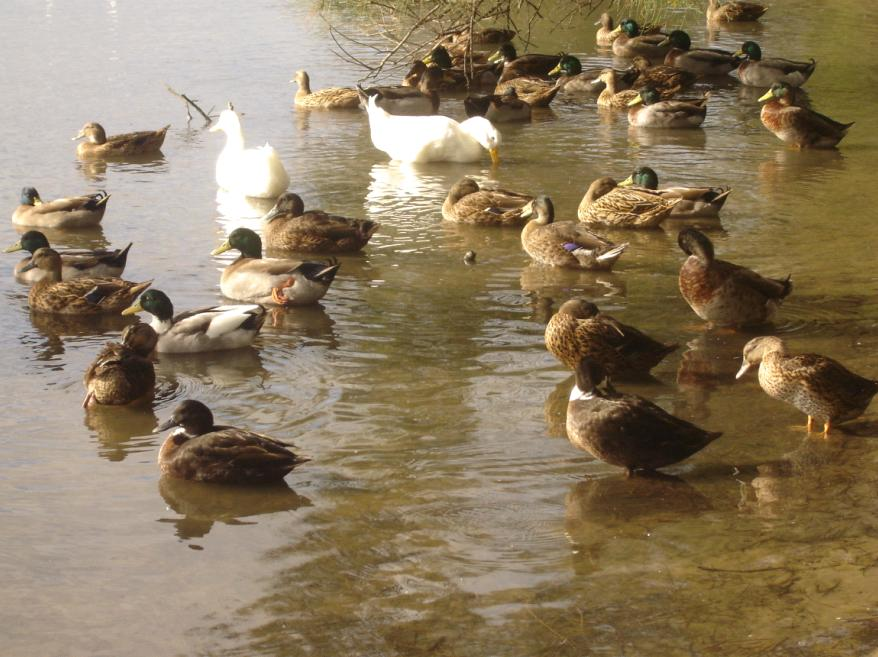
Păsări acvatice

Păsări acvatice este o denumire generică dată păsărilor care trăiesc în mediul acvatic. Ele nu trebuie să fie păsări înrudite și pot fi păsări înotătoare sau nu. Păsările înotătoare au o membrană interdigitală la picior și au o formă hidrodinamica si hidraulica.
Din categoriile păsărilor acvatice fac parte
- gâștele, rațele. pelicanii, cormoranii, vulturii pescari
- scufundacii
- cocorii, berzele
- pinguinii
- pescărușii, fregatele, albatroșii, rândunicile de mare etc. (sunt numite frecvent păsări de mare).